# Umberto Caligaris
Umberto Caligaris (26 de juliol de 1901 - 19 d'octubre de 1940) fou un futbolista italià de la dècada de 1920.
Fou 59 cops internacional amb la selecció italiana amb la qual participà en la Copa del Món de futbol de 1934 i els Jocs Olímpics de 1928.
Pel que fa a clubs, defensà els colors de A.S. Casale i Juventus FC, acabant la seva carrera al Brescia Calcio.

## Palmarès
Juventus FC
- Serie A: 1930-31, 1931-32, 1932-33, 1933-34, 1934-35

 Itàlia
- Copa de l'Europa Central de futbol: 1927-30
- Medalla de Bronze als Jocs Olímpics: 1928
- Copa del Món de futbol: 1934

## Referències

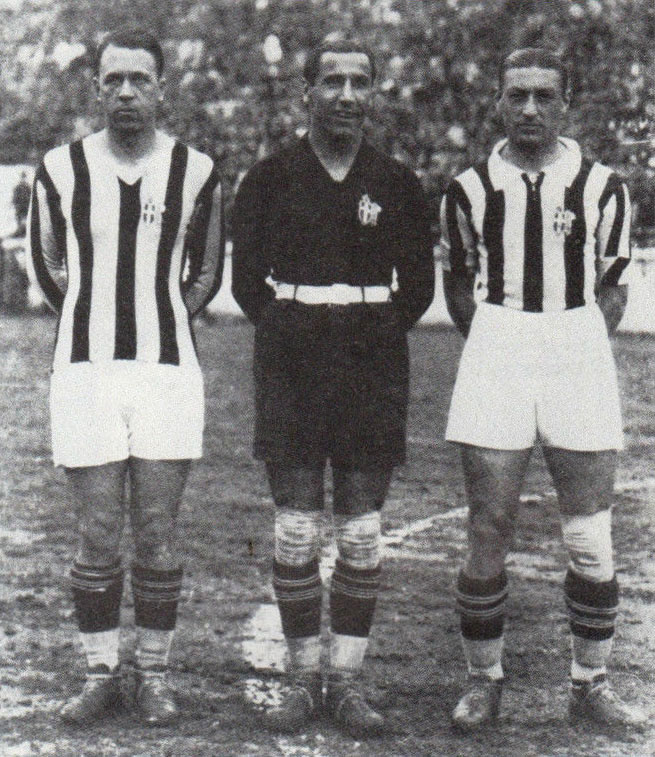
El llegendari trio defensiu de la Juventus, Rosetta, Combi i Caligaris.